# The Louisville Palace

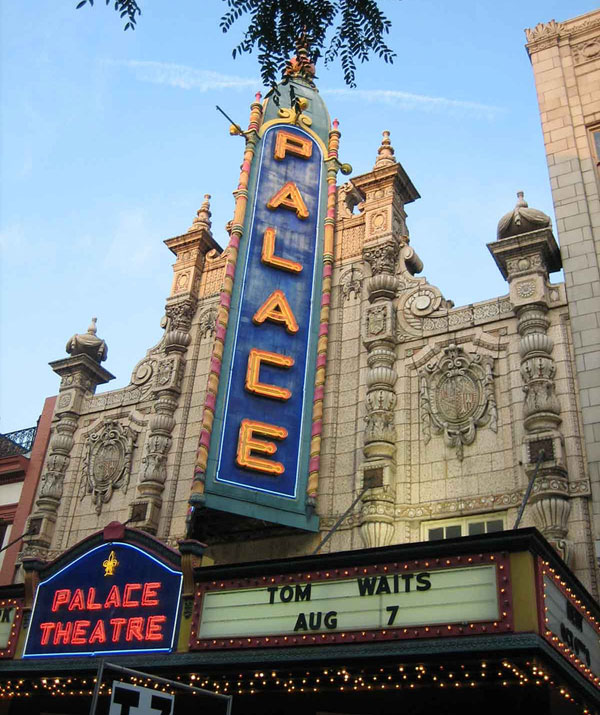
The Louisville Palace

The Louisville Palace ist ein Veranstaltungsgebäude und ehemaliger Filmpalast im Unterhaltungsviertel der Stadt Louisville im US-Bundesstaat Kentucky.
Das opulent in einer Imitation des spanischen Barockstils erbaute Großkino wurde 1928 von John Eberson gestaltet. Der große Saal fasst heute 2700 Personen (1955 waren es laut Film Daily Yearbook noch 3,273 Sitze). Er zeigt den für Eberson typischen, an ein Planetarium erinnernden künstlichen Sternenhimmel. Am 28. März 1978 wurde The Louisville Palace unter der Bezeichnung Loew´s and United Artists State Theatre als Baudenkmal in das National Register of Historic Places aufgenommen. Heute wird der große Saal vornehmlich für Konzerte und andere Live-Auftritte genutzt.